# Jugend trainiert für Olympia & Paralympics/Tennis
| Tennis |

Das Bundesfinale des Schulwettbewerbes Jugend trainiert für Olympia & Paralympics in der Disziplin Tennis findet im Rahmen des Herbstfinales statt, in der Regel Mitte Oktober. 

## Austragungsmodus
Es wird je ein Turnier für Mädchen und Jungen in der Wettkampfklasse III (12 bis 14 Jahre) ausgetragen. Startberechtigt sind die Landessieger der 16 Bundesländer. In den Wettkampfklassen I, II sowie IV werden ebenfalls Landeswettbewerbe ausgetragen, die allerdings nicht in ein Bundesfinale münden.
Das Turnier wird als Mannschaftswettbewerb mit vier Einzeln und zwei Doppeln ausgetragen, wobei jeder Sieg mit einem Punkt für die jeweilige Mannschaft gewertet wird. Bei einem Unentschieden (3:3) erfolgt die Entscheidung über den Sieger zuerst nach den mehr gewonnenen Sätzen, dann nach den mehr gewonnenen Spielen und abschließend nach dem Sieger des 2. Doppels.
Eine Mannschaft besteht einschließlich eines Ersatzspielers/einer Ersatzspielerin aus maximal sechs Spielern/Spielerinnen, von denen jeweils fünf während eines Wettkampfes eingesetzt werden müssen. Die Aufstellung erfolgt nach der Rangliste des Deutschen Tennis Bundes, sofern die Schüler in Ranglisten aufgeführt sind.

## Patenschaft
Die Patenschaft für den Bundeswettbewerb haben Anna-Lena Grönefeld und Rainer Schüttler übernommen.

## Medaillengewinner WK III (Jungen)
| Jahr | Gold                                  | Silber                                  | Bronze                                     |
| ---- | ------------------------------------- | --------------------------------------- | ------------------------------------------ |
| 2005 | Humboldtschule Hannover               | Gymnasium auf der Karthause Koblenz     | Gutenbergschule Wiesbaden                  |
| 2006 | Humboldtschule Hannover               | Heinrich-Heine-Gymnasium Kaiserslautern | Isar-Gymnasium München                     |
| 2007 | Carl-Friedrich-Gauß-Schule Hemmingen  | Gymnasium auf der Karthause Koblenz     | Isar-Gymnasium München                     |
| 2008 | Poelchau-Oberschule Berlin            | Gymnasium auf der Karthause Koblenz     | Gymnasium am Rotenbühl Saarbrücken         |
| 2009 | Carl-Friedrich-Gauß-Schule Hemmingen  | Lise-Meitner-Gymnasium Grenzach-Wyhlen  | Heinrich-Böll-Oberschule Berlin            |
| 2010 | Poelchau-Oberschule Berlin            | Ratsgymnasium Rotenburg (Wümme)         | Otto-von-Taube-Gymnasium Gauting           |
| 2011 | Poelchau-Oberschule Berlin            | Gymnasium am Rotenbühl Saarbrücken      | Carl-Friedrich-Gauß-Schule Hemmingen       |
| 2012 | Gymnasium am Rotenbühl Saarbrücken    | Carl-Friedrich-Gauß-Schule Hemmingen    | Heinrich-Böll-Oberschule Berlin            |
| 2013 | Walter-Klingenbeck-Schule Taufkirchen | Gymnasium auf der Karthause Koblenz     | Gymnasium am Rotenbühl Saarbrücken         |
| 2014 | Gymnasium am Rotenbühl Saarbrücken    | Carl-Friedrich-Gauß-Schule Hemmingen    | Friedrich-August-Genth-Schule Wächtersbach |
| 2015 | Gymnasium am Rotenbühl Saarbrücken    | Heinrich-Heine-Gymnasium Kaiserslautern | Ricarda-Huch-Schule Dreieich               |
| 2016 | Otto-Hahn-Gymnasium Ludwigsburg       | Gymnasium am Rotenbühl Saarbrücken      | Gymnasium Heidberg Hamburg                 |
| 2017 | Otto-Hahn-Gymnasium Ludwigsburg       | Gymnasium Schillerschule Hannover       | Heinrich-Böll-Oberschule Berlin            |
| 2018 | Helene-Lange-Gymnasium Hamburg        | Heinrich-Böll-Oberschule Berlin         | Paul-Klee-Gymnasium Gersthofen             |
| 2019 | Otto-Hahn-Gymnasium Ludwigsburg       | Ernst-Mach-Gymnasium Haar               | Schadow-Gymnasium Berlin                   |

## Medaillengewinner WK III (Mädchen)
| Jahr | Gold                                    | Silber                                           | Bronze                                           |
| ---- | --------------------------------------- | ------------------------------------------------ | ------------------------------------------------ |
| 2005 | Humboldtschule Hannover                 | Poelchau-Oberschule Berlin                       | Gutenbergschule Wiesbaden                        |
| 2006 | Poelchau-Oberschule Berlin              | Heinrich-Heine-Gymnasium Kaiserslautern          | Bischöfliches Gymnasium St. Ursula Geilenkirchen |
| 2007 | Heinrich-Heine-Gymnasium Kaiserslautern | Bischöfliches Gymnasium St. Ursula Geilenkirchen | Poelchau-Oberschule Berlin                       |
| 2008 | Schul- und Leistungssportzentrum Berlin | Heinrich-Heine-Gymnasium Kaiserslautern          | Robert-Mayer-Gymnasium Heilbronn                 |
| 2009 | Carl-Friedrich-Gauß-Schule Hemmingen    | Heinrich-Böll-Oberschule Berlin                  | Heinrich-Heine-Gymnasium Kaiserslautern          |
| 2010 | Heinrich-Heine-Gymnasium Kaiserslautern | Gabelsberger-Gymnasium Mainburg                  | Heinrich-Böll-Oberschule Berlin                  |
| 2011 | Otto-Hahn-Gymnasium Karlsruhe           | Gymnasium Nieder-Olm                             | Gymnasium am Rotenbühl Saarbrücken               |
| 2012 | Carl-Friedrich-Gauß-Schule Hemmingen    | Otto-Hahn-Gymnasium Karlsruhe                    | Poelchau-Oberschule Berlin                       |
| 2013 | Carl-Friedrich-Gauß-Schule Hemmingen    | Poelchau-Oberschule Berlin                       | Gymnasium am Rotenbühl Saarbrücken               |
| 2014 | Carl-Friedrich-Gauß-Schule Hemmingen    | Poelchau-Oberschule Berlin                       | Otto-Hahn-Gymnasium Karlsruhe                    |
| 2015 | Merz-Schule Stuttgart                   | Otto-Hahn-Gymnasium Karlsruhe                    | Gymnasium am Rotenbühl Saarbrücken               |
| 2016 | Carl-Friedrich-Gauß-Schule Hemmingen    | Ernst-Kalkuhl-Gymnasium Bonn                     | Otto-Hahn-Gymnasium Karlsruhe                    |
| 2017 | Carl-Friedrich-Gauß-Schule Hemmingen    | Gymnasium Wentorf                                | Albert-Einstein-Schule Schwalbach am Taunus      |
| 2018 | Carl-Friedrich-Gauß-Schule Hemmingen    | Otto-Hahn-Gymnasium Ludwigsburg                  | Heinrich-Heine-Gymnasium Kaiserslautern          |
| 2019 | Stadtteilschule Alter Teichweg Hamburg  | Otto-Hahn-Gymnasium Ludwigsburg                  | Carl-Friedrich-Gauß-Schule Hemmingen             |